# Фон (титул)
Фон — вождь или король области Камеруна, особенно среди народов Видекум, Тикар и Бамилеке, обитающих на травянистых полях Баменда (Северо-запад, Западный регион) и Лебиалем в Юго-Западном регионе. Хотя когда-то они были независимыми правителями, большинство фонов в колониальный период попали под власть Германии или под военное подчинение. После поражения немцев в Первой мировой войне фоны попали под власть Великобритании или Франции, в зависимости от того, принадлежала ли их территория Британскому Камеруну или французскому Камеруну. С момента обретения Камеруном независимости в 1961 году фоны находятся под юрисдикцией правительства Камеруна. Однако они поддерживают полуавтономные советы профсоюзов и юрисдикцию над своей наследственной землей.

### Некоторые из исторически значимых Фонов Северо-Запада
Его Королевское Высочество Дох Ганёнга II (Фон Бали Ньонга)

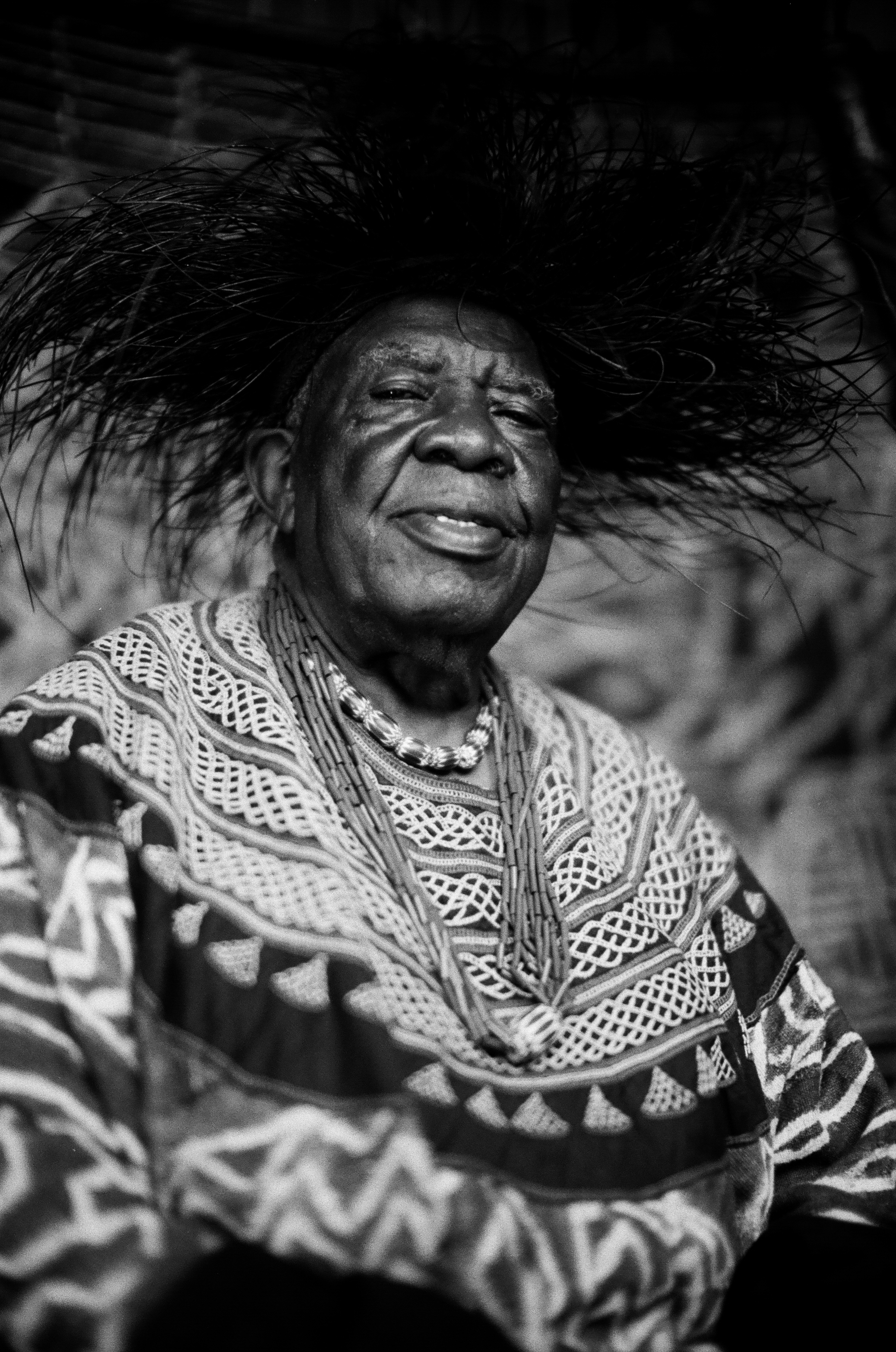
Фон Ангвафо III из Манкона

- Фон Ангвафо III из Манкона
- Фон Анонг-Тимах Бамти
- Фон Ашонга
- Фон Авинг
- Фон Бали-Гансин
- Фон Бали-Гашу
- Фон Бали-Гама
- Фон Бангва
- Фон Батибо
- Фон Бафута
- Фон Бесси
- Фон Бум
- Фон Занг Таби

### Некоторые из исторически значимых Фонов Юго-Запада
- Его Величество Асабатон Фонтем, Фон Фонтем
- Его Величество Фон Лекунзе, Фон Бамумбу
- Его Величество Фотабонг Ахенджанг, Фон из Лево
- Его Величество Фонджуметау, фон Нвебетау